# Przejście graniczne Owsiszcze-Píšť
Przejście graniczne Owsiszcze-Píšť – polsko-czeskie małego ruchu granicznego i drogowe przejście graniczne położone w województwie śląskim, w powiecie raciborskim, w gminie Krzyżanowice, w miejscowości Owsiszcze, zlikwidowane w 2007.

## Opis
Drogowe przejście graniczne Owsiszcze-Píšt z miejscem odprawy granicznej po stronie polskiej w miejscowości Owsiszcze, utworzono 6 kwietnia 2007. Czynne było całą dobę. Dopuszczone było przekraczanie granicy przez pieszych, rowerzystów, motocykle, samochody osobowe i samochody ciężarowe o dopuszczalnej masie całkowitej do 3,5 tony. Kontrolę graniczną osób, towarów i środków transportu wykonywała Placówka Straży Granicznej w Pietraszynie.
Przejście graniczne małego ruchu granicznego Owsiszcze-Píšť, utworzono 19 lutego 1996. Czynne było w godz. 6.00–22.00. Dopuszczony był ruch pieszych, rowerzystów, motorowerami o pojemności skokowej silnika do 50 cm³ i transportem rolniczym. Odprawę graniczną i celną wykonywały organy Straży Granicznej. Doraźnie kontrolę graniczną i celną osób, towarów oraz środków transportu wykonywała Strażnica SG w Krzanowicach.
Po polskiej stronie do przejścia granicznego prowadziła do niego droga wojewódzka nr 936, a po czeskiej droga krajowa nr 466.
21 grudnia 2007 na mocy układu z Schengen przejścia zostały zlikwidowane.

### Przejścia graniczne z Czechosłowacją
W okresie istnienia Czechosłowackiej Republiki Socjalistycznej funkcjonowało w tym miejscu polsko-czechosłowackie przejście graniczne małego ruchu granicznego Owsiszcze-Píšť – II kategorii. Zostało utworzone 13 kwietnia 1960. Czynne było w okresie 15 marca–30 listopada w godz. 6.00–19.00. Dopuszczony był ruch osób i środków transportu na podstawie przepustek w związku z użytkowaniem gruntów. Odprawę graniczną i celną wykonywały organy Wojsk Ochrony Pogranicza. Kontrolę graniczną i celną osób, towarów oraz środków transportu wykonywała Strażnica WOP Owsiszcze, następnie Strażnica WOP Krzanowice.
Formalnie przejście graniczne zostało zlikwidowane 24 maja 1985.

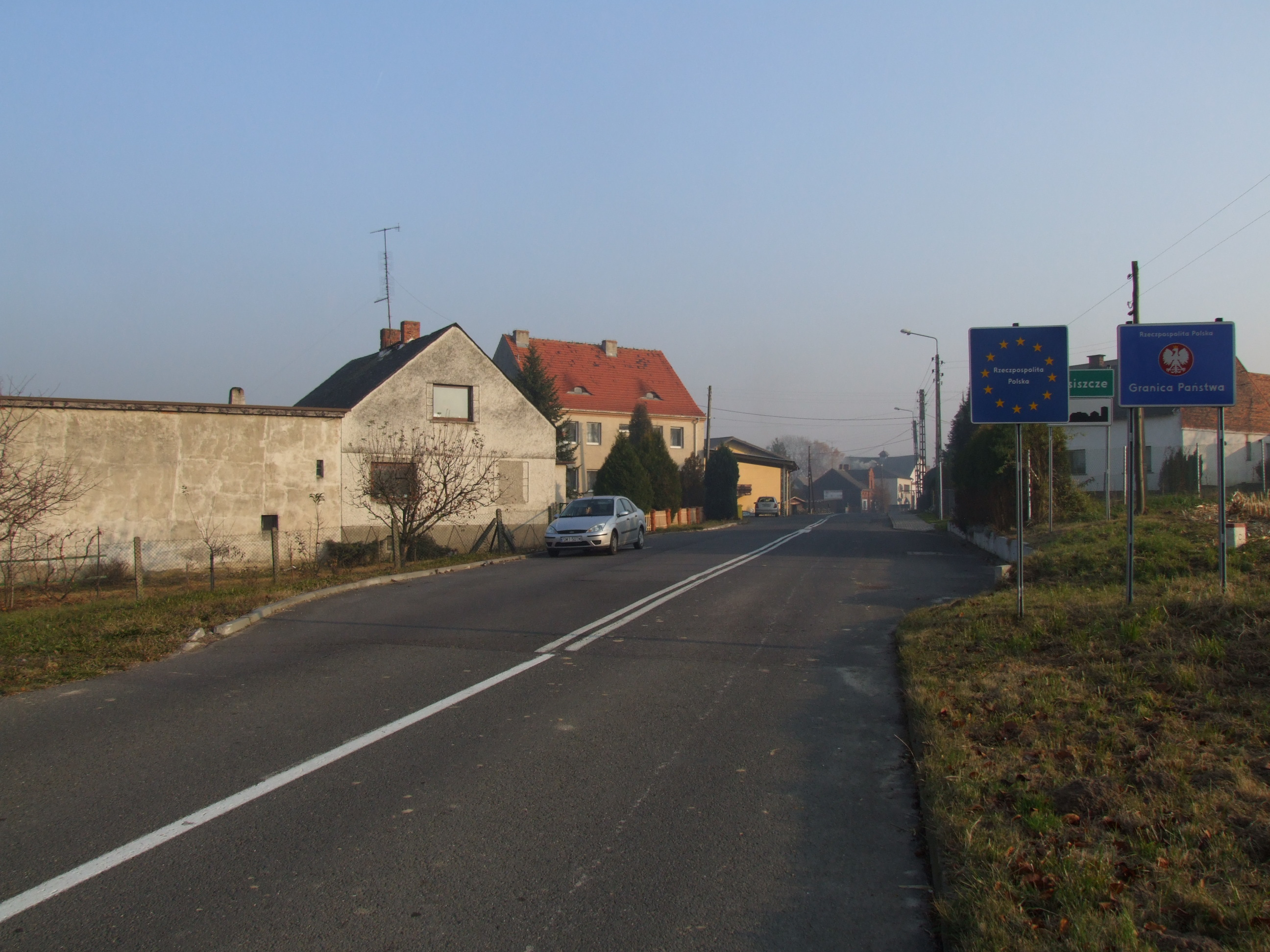
(listopad 2011)